# アルバート・E・シュワブ
アルバート・アーネスト・シュワブ（英語: Albert Earnest Schwab, 1920年7月17日 - 1945年5月7日）はアメリカ海兵隊の軍人、最終階級は一等兵。名誉勲章受章者。
シュワブは太平洋戦争末期の沖縄戦で、5月2日から総反撃を試みた牛島満陸軍中将の第三十二軍を押し返す戦闘に際し、味方部隊の進撃を阻んでいた2つの高地にある第三十二軍の銃座を独力で破壊し、反撃してきた第三十二軍の追い落としに大きな影響を与えたが、そのさなかに戦死。戦死後に名誉勲章を追贈された。名護市と国頭郡宜野座村にあるキャンプ・シュワブにその名を残している。

## 生涯
アルバート・アーネスト・シュワブは1920年7月17日、ワシントンD.C.に生まれる。間もなく家族とともにオクラホマ州タルサに移り、1937年にタルサ・ハイスクールを卒業後タルサ大学に進学するが、わずか1年で中退して石油会社に就職する。
真珠湾攻撃による太平洋戦争開戦から2年余り過ぎた1944年、シュワブは海兵隊を志願して1944年5月12日に入隊し、カリフォルニア州サンディエゴの新兵訓練施設に送られた。訓練期間中の休暇はわずか10日間のみであったが、シュワブはそのわずかな休暇を利用して帰省し、家族に海兵の制服姿を見せることができた。シュワブの帰省のあと、石油会社出身者が続々と海兵隊に志願して、カリフォルニア州のキャンプ・ペンドルトンの第2訓練大隊に送られるということもあった。11月に入り、二等兵のシュワブは海兵隊の第13次交換要員として召集され、11月12日に兵員輸送艦「ホワートン」 (USS Wharton, AP-7) に乗船して戦地に赴くこととなった。シュワブはラッセル諸島パヴヴ島に待機していた第1海兵師団（P・A・デルヴァル海兵少将）に合流し、第5海兵連隊第1大隊に配属された。12月24日には一等兵に昇進し、1945年2月からはガダルカナル島で訓練に励んだ。3月2日から7日までの合同演習のあと、第1海兵師団は沖縄を目指して移動を開始し、1945年4月1日、復活祭の日曜日に沖縄本島に第10軍（サイモン・B・バックナー・ジュニア陸軍中将）の他の部隊とともに上陸を開始した。沖縄戦の始まりである。
第1海兵師団は読谷村渡具知の比謝川北岸に上陸し、シュワブは火炎放射器を装備して師団司令部近くで行動。第10軍の各部隊は第三十二軍を追いに追ったが、4月下旬になると疲れが見え始めたため、バックナーは第1海兵師団を首里へ差し向けることとした。5月1日14時からは、第27歩兵師団（G・W・グライナー陸軍少将）が担当していた区域の掃討にあたることにもなった。担当区域の変更後、第1海兵師団は本格的に第三十二軍と対決することとなり、その戦闘経験から安謝川近郊の高台にある第三十二軍の部隊を沈黙させることが重要と判断されて、主力は高台に差し向けられることとなった。一方、第三十二軍の方でも幕僚会議の末に、5月3日から総反撃に打って出てきた。総反撃は5月5日の夜には失敗が明らかとなり、牛島は守勢に転じつつ戦線を後退させることを決心した。一度ははねつけた八原博通陸軍大佐の持久作戦が取り入れられ、これまで参謀長長勇陸軍中将の作戦がまかり通っていた時には第1海兵師団は不思議にも交戦がなかったが、八原に作戦が委ねられてから出血を見るようになった。
5月7日、第1海兵師団は浦添村屋富祖南東の高地を目指して進撃したが、進撃路は第三十二軍側の砲兵の射程圏内にあった。八原の作戦により兵力を小出しにしつつ地形を利用して巧みに逃げ回った第三十二軍は、第1海兵師団に多大な出血を強要させていた。そのさなか、シュワブは飛んでくる機銃弾の方向から銃座の位置を予想し、谷の中から地表に躍り出て火炎放射器で銃座があると思しき高地を焼き払った。シュワブが焼き払ったおかげで味方部隊は高地を占領することができたが、間もなく別の方角から掃射を受けて新たな犠牲者が出た。シュワブの持つ火炎放射器は燃料が心細かったものの補充の暇はなく、敢然と新たな銃座に飛び込んで焼き払うことに成功したものの、シュワブ自身は第三十二軍の決死の反撃で左の股関節に致命傷を負い、戦死した。24歳没。
シュワブの遺体は沖縄からアメリカ本国に戻り、1949年2月27日に軍葬の礼をもって故郷タルサの記念公園に埋葬された。

## 名誉勲章
シュワブには名誉勲章が追贈されることとなった。1946年の戦没将兵追悼記念日当日、テキサス州コーパスクリスティの海軍航空中級課程部隊司令官を務めていたジョゼフ・J・クラーク海軍少将がタルサに出向いて、ボールダー・パークで行われた式典でシュワブの3歳になる息子に名誉勲章が授けられた。

## その他
冒頭のように名護市と宜野座村にある「キャンプ・シュワブ」に名前を残したほか、2001年にはカリフォルニア州ミッドウェイシティのアメリカ在郷軍人会支部は555番目の位置にシュワブを載せ、支部の名前も「アルバート・E・シュワブアメリカ在郷軍人会」と改名した。シュワブの故郷タルサにあるタルサ国際空港にはシュワブの名誉を讃える展示物が公開されており、同じくタルサに駐屯しシュワブの名前を冠しているアメリカ海兵隊分遣隊は、空港にシュワブの銅像を建てるための資金の調達を呼びかけていた。

### サイト
- “PEOPLE--UNITED STATES Private First Class Albert E. Schwab, USMCR, (1920-1945)” (英語). US Navy Heritage & History Command.   US Navy. 2013年4月11日閲覧。
- “PRIVATE FIRST CLASS ALBERT ERNEST SCHWAB, USMCR (DECEASED)” (英語). Official U.S. Marine Corps Web Site.   U.S. Marine Corps. 2013年4月11日閲覧。
- “The Marine Corps Medal of Honor Recipients - ALBERT E. SCHWAB” (英語). The Marine Corps Medal of Honor Recipients.   marinemedals.com. 2013年4月11日閲覧。

### 印刷物
- 米国陸軍省（編）『沖縄 日米最後の戦闘』外間正四郎（訳）、光人社NF文庫、1997年。ISBN 4-7698-2152-2。